# Florian Martens
Florian Martens (Berlino Est, 27 dicembre 1958) è un attore tedesco, attivo principalmente in campo televisivo.
Figlio d'arte (degli attori Wolfgang Kieling e Ingrid Rentsch), ha partecipato a circa un'ottantina di differenti produzioni televisive, a partire dalla metà degli anni ottanta. Tra i suoi ruoli principali, figura quello di Otto Gerber nella serie televisiva Ein starkes Team (1994- ...).
È il fratellastro (per parte di padre) dell'attrice Susanne Uhlen.

## Filmografia parziale

### Cinema
- Zum Teufel mit Harbolla (1989) - ruolo: sottufficiale
- Wer hat Angst vor Rot, Gelb, Blau? (1991)
- Alles Lüge (1992)
- Wer zweimal lügt (1993)
- Alles auf Anfang (1994)
- Zug der Wünsche - cortometraggio (1999)
- Feindliche Übernahme - althan.com (2001)
- Der Tropfen - Ein Roadmovie (2014)

### Televisione
- Der junge Herr Siegmund - film TV (1986)
- Der Staatsanwalt hat das Wort - serie TV, 1 episodio (1987) - ruolo: Angelo
- Melanios letzte Liebe - film TV (1988)
- Barfuß ins Bett - miniserie TV, 2 episodi (1998) - Holger Hölzler
- Der Staatsanwalt hat das Wort - serie TV, 1 episodio (1988) - Nikki Graf
- Zahn um Zahn - Die Praktiken des Dr. Wittkugel - serie TV, 1 episodio (1986)
- Der Staatsanwalt hat das Wort - serie TV, 1 episodio (1990) - Rainer
- Drei Wohnungen - film TV (1990) - giardiniere
- Wie ich Vatis Auto verborgte - film TV (1990) - Zio Achim
- Polizeiruf 110 - serie TV, 1 episodio (1991) - Hans Hecht
- Im Sog der Angst - film TV (1992)
- Ein Mord danach - film TV (1993)
- Tatort - serie TV, 1 episodio (1993) - Uwe Schlüter
- Wolff - Un poliziotto a Berlino - serie TV, 1 episodio (1994) - Andreas Bronski
- Liebling Kreuzberg - serie TV (1994)
- Das gläserne Haus - film TV (1994)
- Polizeiruf 110 - serie TV, 1 episodio (1994) - Hans Dörner
- Ein starkes Team - serie TV, 56 episodi (1994 - ...) - Otto Gerber
- Wolff - Un poliziotto a Berlino - serie TV, 1 episodio (1995) - Dott. Sander
- Der Schattenmann - miniserie TV (1996)
- Tödliches Schweigen - film TV (1996) - Joachim Deymann
- Natascha - Wettlauf mit dem Tod - film TV (1996) - Justus Bär
- Soko 5113 - serie TV, 1 episodio (1996)
- Tatort - serie TV, 1 episodio (1996) - Konrad Holz
- Tödlicher Duft - film TV (1997)
- Il commissario Quandt - serie TV, 1 episodio (1997)
- Frauen morden leichter - serie TV (1997)
- Der König von St. Pauli - miniserie TV, 6 episodio (1998) - Karl-Heinz
- Kidnapping Mom & Dad - film TV (1998)
- Hurenmord - Ein Priester schweigt - film TV (1998)
- L'ispettore Derrick - serie TV, 1 episodio (1998)
- Letzter Atem - film TV (1999)
- Wolff - Un poliziotto a Berlino - serie TV, 1 episodio (1999) - Werner Rohde
- Sturmzeit - miniserie TV, 2 episodi (1999)
- Tatort - serie TV, 1 episodio (1999) - Robert Schneider
- La nave dei sogni - serie TV, 1 episodio (2000)
- Siska - serie TV, 1 episodio (2000) - Thomas Jansen
- Il commissario Herzog (Der Alte) - serie TV, 1 episodio (2000) - Harald Brennicke
- Die Cleveren - serie TV, 1 episodio (2001)
- Jud Süß - Ein Film als Verbrechen? - film TV (2001)
- Polizeiruf 110 - serie TV, 1 episodio (2002) - Grossmann
- Das verflixte 17. Jahr - film TV (2002)
- Tanners letzte Chance - film TV (2002)
- Klinikum Berlin Mitte - Leben in Bereitschaft - film TV, 1 episodio (2002)
- Mutter auf der Palme - film TV (2002) - Karl Behringer
- Hannas Baby - film TV (2002)
- Der letzte Zeuge - serie TV, 1 episodio (2002)
- Siska - serie TV, 1 episodio (2002) - Paul Latzek
- Squadra speciale Lipsia - serie TV, 1 episodio (2002) - Werner Pankutz
- Lady Cop - serie TV, 1 episodio (2004)
- Die Stunde der Offiziere - film TV (2004)
- Hölle im Kopf - film TV (2005)
- Tatort - serie TV, 1 episodio (2005) - Sig. Bohrmann
- Speer e Hitler (Speer und Er) - miniserie televisiva (2004)
- Typisch Sophie - serie TV, 1 episodio (2006)
- Die Liebe kommt selten allein - film TV (2006)
- Un caso per due - serie TV, 1 episodio (2006) - Christoph Reinicke
- Polizeiruf 110 - serie TV, 1 episodio (2007) - Wilfried Rausch
- Küss mich, Genosse! - film TV (2007)
- Liebling, wir haben geerbt! - film TV (2007)
- Der Bulle von Tölz - serie TV, 1 episodio (2008)
- Squadra speciale Lipsia - serie TV, 1 episodio (2008) - Kurt Schneider
- Guardia costiera - serie TV, 1 episodio (2009)
- Polizeiruf 110 - serie TV, 1 episodio (2009) - Michael Rossberg
- 14º Distretto - serie TV, 1 episodio (2009)
- Die Bremer Stadtmusikanten - film TV (2009)
- Allein gegen die Zeit - serie TV (2010) - Johann Bauer
- Le indagini di padre Castell - serie TV, 1 episodio (2010)
- Un caso per due - serie TV, 1 episodio (2011) - Peter Hausel
- Il commissario Herzog (Der Alte) - serie TV, 1 episodio (2011) - Bernd Seewald
- Der Staatsanwalt - serie TV, 1 episodio (2013)
- Der Kriminalist - serie TV, 1 episodio (2013)

## Premi e riconoscimenti
- 1998: Premio Adolf Grimme d'oro per Freier Fall[4]
- 2010: Bayerischer Fernsehpreis per il ruolo di Otto Gerber in Ein Starkes Team[4]
- 2011: Nomination alla Goldene Kamera per il ruolo di Otto Gerber in Ein Starkes Team[4]